# 亀井製菓
亀井製菓株式会社（かめいせいか）は、愛媛県松山市に本社を置く製菓メーカー。
創業は1963年（昭和38年）で、社名は創業者の名字に由来する。タルト、醤油餅等の郷土菓子を主力商品としており、とくに「いよかんタルト」が有名。
本社店舗（松山市枝松）のほか、松山市畑寺とジャスコ松山店内に販売店舗「御菓子司亀井」を構える。商品はこれらの店舗以外にも空港や港、高速道路のSAなどで販売されている。

## 主力商品
- タルト
- 醤油餅
- 坊っちゃん団子